# André Verdan
André Verdan (1933-2000) formou-se em Artes pela Universidade de Lausanne. Helenista, latinista e filósofo, ensinou filosofia e línguas antigas no Ginásio Oriente Vaud. Ele dedicou um estudo para "o ceticismo filosófico" e, em linha com este pensamento, publicou um ensaio intitulado "A virtude de ceticismo, o pensamento crítico na fé." Ele questiona, em especial, sobre os relatórios da filosofia com a investigação científica e a reflexão teológica.  André Verdan morreu em  07 de setembro de 2000.

## Obras
- Le Scepticisme Philosophique. Par André Verdan. Collection « Pour connaître la pensée ». Paris-Montréal, Bordas, 1971. 146 pages.
- VERDAN, André. Karl Popper ou La connaissance sans certitude, Lausanne (Suisse), PPUR (Presses polytechniques et universitaires romandes), 1991, 144 p.